# 費城運動家 (美國協會)
費城運動家（英語：Philadelphia Athletics）是美國協會的六支創始棒球隊之一，他們在1882年成立，1890年解散。

## 背景
1880年9月，比爾·沙席格創立了費城運動家。1881年，他們開始在全美進行巡迴表演賽。當時球隊陣中擁有費城棒球的開拓者查理·梅森，總教練是荷瑞斯·菲利普斯。不過菲利普斯隔年跳槽到貴格會(今費城費城人)，並由路·西蒙斯來接替菲利普斯的位置。

## 成功
1883年，運動家拿下美協冠軍。西蒙斯和梅森也在這幾年間賺進了數十萬元，可說是相當巨大的成功。

## 財務轉移
1887年球季結束後，沙席格買斷了西蒙斯和梅森的股份，並將其賣給了H·C·潘尼帕克和威廉·懷泰克。

## 解散
1890年，球員聯盟成立。這起事件可說是壓垮美國協會的最後一根稻草。許多美協的球員紛紛跳槽加入球員聯盟，他們不僅付不出薪水，票房也不如預期。運動家也深受其害，連管理層的薪水也無法支付。
雖然球員聯盟僅維持一年便宣告解散，但美協已經搖搖欲墜。1890年月，運動家開始出清陣中球員。他們在季末吞下21連敗，最後宣告解散。最後運動家被來自球員聯盟的費城運動家接收，沙席格也被挖角到那邊擔任總教練。